# Vše o dinosaurech
Vše o dinosaurech je titul španělského spisovatele, vědeckého ilustrátora a badatele Romána Garcíi Mory. V anglickém originále vyšla kniha v roce 2017, česky pak v nakladatelství Omega v říjnu roku 2018.

## Text
Kniha se zaměřuje na moderní zobrazení a nové informace o neptačích druhohorních dinosaurech, ale také na další obyvatele druhohorních ekosystémů (zejména mořští plazi mosasauři, plesiosauři a ryboještěři). Text trojice autorů (z nichž jedním je i ilustrátor R. G. Mora) je doplněn aktuálními informacemi o různých dinosauřích taxonech. Překladatelem české verze knihy je popularizátor paleontologie Vladimír Socha, který zároveň provedl odbornou korekturu textu. České vydání má velký formát, obsahuje 144 stran a nabízí také rejstřík.